# Jurko je iskal strahu
Jurko je iskal strahu je pravljica, ki jo je zapisal Fran Milčinski leta 1948.

## Vsebina pravljice
Pravljica govori o fantu, ki ni poznal strahu. Veliko je slišal o njem, a ga ni še nikoli videl. Ker mu to ni dalo miru, se je odločil, da bo odšel v svet in poiskal strah. Najprej je prišel do grobarja, ki mu je naročil, naj ponoči čuva grobove. Ko je ponoči čakal strahu, so iz grobov prišli mrliči, a Jurko se jih ni bal. Naslednji dan je odšel naprej in se ustavil pri rablju. Ta mu je naročil, naj ponoči pazi tri razbojnike, ki so jih obesili. Tudi teh se Jurko ni ustrašil, zato se je odpravil naprej. Prišel je v deželo, kjer sta stala dva gradova. Povedali so mu, da v enem straši in nihče ne pride živ iz njega. Jurko se z veseljem odpravi v ta grad in čaka strahu. Tudi tu se ni ustrašil pošasti, ki so obvladovale grad, celo izgnal jih je. V zahvalo mu je graščak ponudil svojo hčerko za ženo, a Jurko se ni hotel poročiti, dokler ne spozna strahu. Tako se je odpravil nazaj domov k staršem, a se je po enem letu vrnil na grad in še vedno ni poznal strahu. Poročil se je z graščakovo hčerko in dobila sta sina. Nekega dne, ko se je sinček igral na travi, pa Jurko prebledi in iz sebe ne spravi glasu. Sinu se je približeval gad in ga hotel pičit. Tako je Jurko spoznal, kaj je resnični strah.

## Analiza pravljice
- Književni čas in prostor pravljice nista točno določena.Glavna oseba potuje po različnih deželah.
- Pripovedovalec je prvoosebni in prvoosebni.
- Glavna oseba je fant po imenu Jurko
- Stranske osebe so oče, grobar, rabelj, dvanajst pošasti, graščak, graščakova hčer.
- Motivi pravljice so star zaklet grad, povezava med očetom in sinom, iskanje strahu.
- Slog
  - Okrasni pridevki: prelepa, praznična, mlada, prejlubi, lepega, pisano
  - Pomajševalnice: sinček, gredice
  - Ljudska števila: trije poskusi, dvanajst razbojnikov, trije beli golobi

## Interpretacija likov
- Jurko je glavni književni lik, ki ima vlogo junaka v pravljici. Svojo neustrašnost izkoristi trikrat. Prvič, ko premaga mrtvece na grobovih, nato se tudi obešenih razbojnikov ne ustraši, ampak jim celo pomaga. Zadnjič pa reši zakleti grad in tako graščaku spet omogoči mirno življenje. Lik ima vlogo dobre osebe, saj vsakemu poskuša pomagati in tudi bogastvo ga ne pokvari.
- Grobar, rabelj in graščak so trije gospodarji, ki so prepričani, da bodo Jurku pokazali strahu, a nobenemu to ne uspe.
- Strahovi se kažejo v obliki že umrlih in v obliki pošasti.
- Jurkov oče mu poskuša razložiti kaj je strah, vendar tudi njemu to ne uspe.

## Interpretacija dela
- Pravljica ima kar nekaj značilnosti ljudskih pravljic. Kot prvo lahko zasledimo, da nastopata oče in sin, ki odide v svet. Tako tudi kraj in čas nista točno določena, zasledimo lahko samo kraj, ki je zaznan samo z izrazom »v peti deželi«. Ugotovimo lahko tudi, da je pravljica postavljena v prastari čas. Kar nekaj je tudi pravljičnih števil, ki se pojavljajo kot trije različni gospodarji, trije obešenci in nato trije beli golobi, dvanajst pa kot dvanajst pošasti.  Prav tako se pojavljajo nasprotja slabo-dobro (mladenič-graščak) in bogati-revni (plemstvo-kmetje). V pravljici so vidna tudi pravljična števila. Zaznamo lahko tudi nasportja kot so dobro-slabo in bogat-reven.

Interpretacija pravljice po Bruno Bettelheimu
Obstajajo pravljice, ki nam pripovedujejo o potrebi, da občutimo strah. Tako v pravljici glavni književni lik prepozna osotnost strahu kot pomanjkljivost. Zato odide v svet in da bi spoznal strah se izpostavlja srhljivim dogodivščinam, ampak ničesar ne občuti. Z nadčloveškim pogumom reši zakleti grad, toda se z graščakovo hčerko še noče poročiti, ker še ni spoznal strahu. Ta odgovor pokaže, da se junak zaveda, da ni zrel za zakon, dokler ni zmožen čutiti strahu.
Iterpretacija strahu (Ivanka Učakar)
S pregovorom »strah je v sredini volet, okoli ga pa nič ni«, da ljudska modrost vedeti, da se nima smisla bati. Pravljice pa vedo, da je strah kljub temu človeku lasten in imajo tistega, ki ne pozna strahu, za ne-človeka.

## Motivsko-tematske povezave
- Zgodba o človeku, ki je šel po svetu, da bi spoznal strah je tuja različica, ki sta jo zapisala Jakob in Wilhem Grimm. Govori o očetu, ki je imel dva sinova. Prvi je bil iznajdljiv, drugi pa neumen in ni vedel kaj pomeni strah. Zato ga je oče poslal v svet, da bi ga odkril. Tako je prišel k cerkovniku, kjer je ponoči zvonil, drugič je pazil obešence in ga ni postalo strah, nato pa je odšel v zakleti grad, kjer ga reši pošasti.

- Vojak, strah, čudežni mošnjiček, plašč in čaka je tudi tuja različica, ki govori o treh sinovih,  ki so odšli v vojsko. Najmlajši je postal velik lump, ampak je imel veliko srečo, saj se ni bal strahu, temveč se je z njim celo spoprijateljil.

- O fantu, ki je strah iskal je pravljica, ki pripoveduje o fantu Marku, ki je bil strašen silak. Ker ni poznal strahu je šel v svet, da bi ga spoznal.

- O mladeniču, ki bi rad poznal strah, je slovenska ljudska pravljica, ki ima isto tematiko, vendar so nekatere osebe in dogodki spremenjeni.

- O fantu, ki ni poznal strahu je še ena različica, v kateri nastopajo spet druge osebe in se dogodki razlikujejo od drugih pravljic.

- Pravljica O kraljeviču, ki se ni ničesar bal ima podobno temo, kot izbrana pravljica.

## Izdaje
- Jurko je iskal strahu in druge zgodbe, leta 1948
- Pravljice, leta 2005
- Revija Srce in oko, leta 1993